# 諾斯菲爾德 (新澤西州)
諾斯菲爾德（英語：Northfield）是一個位於美國新澤西州大西洋縣的城市。

## 人口
根據2020年美國人口普查的數據，諾斯菲爾德的面積為9.37平方千米，當中陸地面積為9.28平方千米，而水域面積為0.09平方千米。當地共有人口8434人，而人口密度為每平方千米900人。